# 길 위의 여자 (1996년 드라마)
《길 위의 여자》는 1996년 10월 21일부터 1997년 3월 1일까지 방영된 MBC 아침 드라마이며 MBC의 허락 없이 KBS 2TV 월화드라마 《바람과 구름과 비》 주연을 맡게 되어 한동안 MBC 연속극 출연이 금지된 MBC 14기 출신 김청(혜영 역)이 해당 작품을 통해 MBC 연속극 복귀를 했다.

## 등장 인물
- 이효춘 : 서윤숙 역
- 박영규 : 전동우 역
- 조옥희 : 의선 역
- 남성훈 : 명신 역
- 김청 : 명신의 아내 혜영 역
- 박상규 : 상구 역
- 오미희 : 김경신 역
- 정성모 : 한기도 역
- 김리나 : 의선의 딸 제니 역
- 김민정
- 황범식
- 이숙
- 허윤정
- 홍성선
- 이창직
- 한승연

## 방송 시간
| 방송 채널 | 방송 기간                           | 방송 시간                                     | 방송 분량 |
| --------- | ----------------------------------- | --------------------------------------------- | --------- |
| MBC TV    | 1996년 10월 21일 ~ 1996년 11월 30일 | 매주 월요일 ~ 토요일 오전 8시 30분 ~ 9시      | 30분      |
| MBC TV    | 1996년 12월 2일 ~ 1997년 3월 1일    | 매주 월요일 ~ 토요일 오전 9시 ~ 오전 9시 30분 | 30분      |

## 참고 사항
- 극중 전동우 역을 맡은 박영규는 출연했던 KBS 1TV 일일극 《사랑할 때까지》에서 극중 시신을 기증하고 죽는 것으로 설정되며 하차한 바 있다.
- 불륜을 미화했다는 혐의 때문에 방송위원회로부터 '경고' 조치를 받았다.[2]